# Скорняковы
Скорняковы — дворянский род.
Гаврила Герасимович Скорняков (1694 — при Екатерине II) стал лейб-кучером у Елизаветы Петровны и выслужил не только милость императрицы, но и дворянский титул.

## Описание герба
В щите, имеющем зелёное поле, изображена половина серебряного коня с двумя передними ногами, в красном каретном уборе с завязанным назад поводом и поставленной на голове между раздвоенным страусовым красным пером такого же цвета щёткой. Mундштук, кисть у повода и яблоко под щёткой золотые.
Щит увенчан дворянским шлемом, на поверхности которого видна облачённая в латы рука с обнажённой саблей. Намёт на щите красный и зелёный, подложенный серебром. Герб внесён в Общий гербовник дворянских родов Российской империи, часть 1, 2-е отделение, стр. 100.